# 基底膜
基底膜又稱基膜、底膜，以区别耳蜗之基底膜（basilar membrane），是一层特化薄而柔韧的胞外基質（無細胞薄膜状结构），位於上皮细胞基底面与深部结缔组织间，可提供细胞和组织支持并充当复杂信号传导的平台。

## 組成
基底膜是由基板（basal lamina）及網板（reticular lamina）兩者所組合而成。兩者以固定纖維（anchoring fibrils）（第七型膠原蛋白）和纖維蛋白原緊密結合。
基板又可以再分為兩層，較清澈且較靠近上皮的稱為透明層（lamina lucida），較緻密且較靠近連結組織的稱為緻密層（lamina densa）。緻密層由基底膜聚糖構成，厚度約30~70奈米之間，上下有第四型膠原蛋白構成纖維（平均直徑約30奈米）所組成的網狀組織（約0.1~0.2奈米厚）加以固定。
基底膜的構造如下：
- 上皮組織（外層）

- 基底膜（basement membrane） 
  - 基板（basal lamina）
    - 透明板（lamina lucida）
      - 板素（laminin）
      - 插入素（integrin）
      - entactins
      - dystroglycans

    - 緻密層（lamina densa）
      - 第四型膠原蛋白（type IV collagen）：由富含硫酸乙醯肝素（heparan sulfate）的蛋白多醣（perlecan）所包覆。)[10]

  - 附加蛋白：（基板及網板之間）
    - 第七型膠原蛋白（type VII collagen）：固定蛋白
    - 纖維蛋白原（微纖絲）

  - 網狀板（lamina reticularis）
    - 第三型膠原蛋白（type III collagen）

- 結締組織（內部）

## 功能
- 基底膜的最基本功能是藉由基質黏著分子（substrate adhesion molecules）將上皮組織固定於疏鬆結締組織之上。
- 同時也扮演一項機械性的屏障，防止惡性腫瘤細胞直接侵入其他組織[11]。初期的惡性腫瘤因為有了這層屏障而被限制於上皮組織，故將未穿越基底膜的惡性腫瘤稱為原位癌。

- 基底膜也為血管生成提供其所必需的環境。基底膜所分泌的蛋白質被證實可以加速內皮細胞的分化[12]。
- 腎小球的過濾作用：血漿經由鮑氏囊的上皮及腎小球微血管之內皮基板而形成濾液。
- 肺泡二氧化碳及氧氣的氣體擴散交換場所。

## 疾病
部分基底膜的疾病是由於功能衰竭，可能導因於基因缺陷、受傷、免疫系統退化或其他原因。
- Alport syndrome（英语：Alport syndrome）：基底膜的膠原纖維基因缺陷會造成。
- 古德帕斯徹氏症候群（Goodpasture's syndrome） [14]
- 表皮溶解水皰症（epidermolysis bullosa）：許多基底膜功能異常疾病的統稱，臺灣俗稱「泡泡龍」。